# 광주고등학교 (경기)
광주고등학교(廣州高等學校)는 대한민국 경기도 광주시 송정동에 위치한 공립 고등학교이다.

## 학교 연혁
- 2001년 1월 5일 : 설립 인가 (학년당 8학급 총 24학급)
- 2001년 3월 1일 : 초대 박기준 교장 취임
- 2001년 3월 7일 : 제1회 입학식(5학급 208명)
- 2004년 2월 13일 : 제1회 졸업식(175명 졸업)
- 2006년 9월 1일 : 사교육 없는 좋은학교로 선정
- 2017년 2월 10일 : 제14회 졸업식(463명, 누적 졸업생 5,945명)
- 2021년 3월 1일 : 제6대 김선태 교장 부임
- 2022년 1월 6일 : 제19회 졸업식(12학급 307명)
- 2022년 3월 2일 : 제22회 입학식(12학급 339명)

## 갤러리

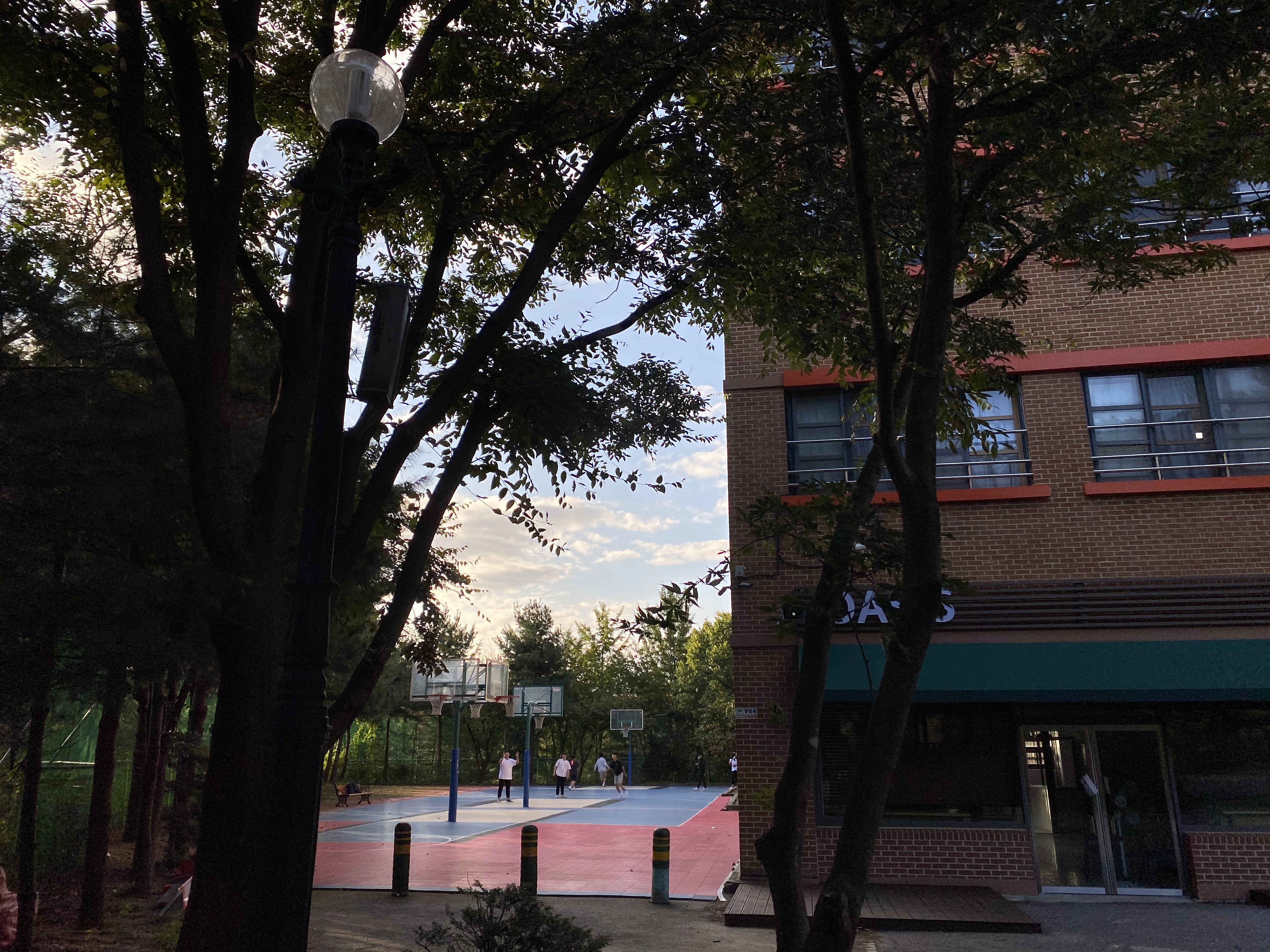
방과후 OASIS 옆 농구코트에서 학생들이 농구를 즐기고 있다.
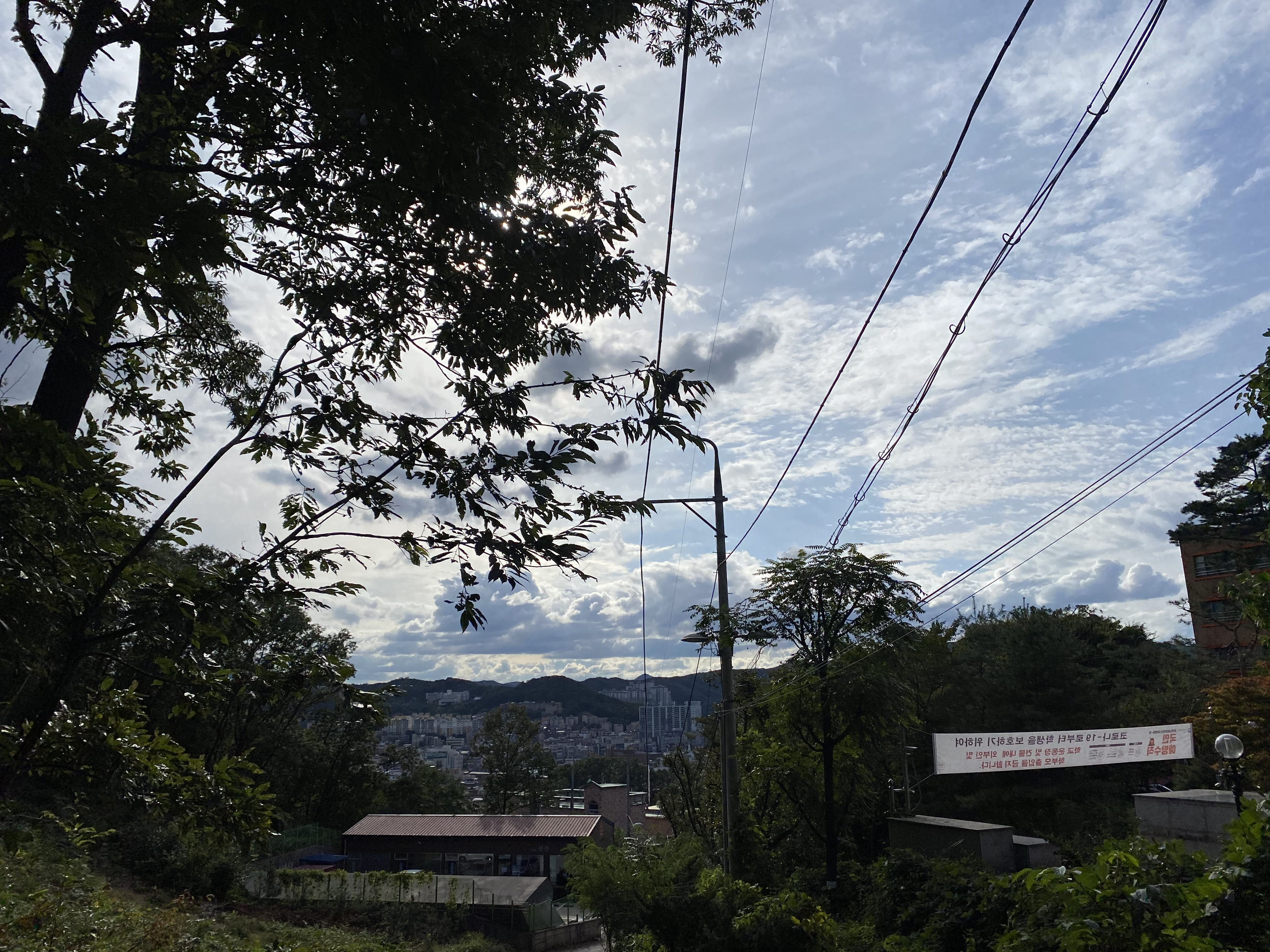
광주고 옆 산책로에서 바라본 전망

## 참고 자료
- 광주고등학교 - 한국교육학술정보원 학교알리미